# آلبین از برچین
آلبین یا آلبینوس (به انگلیسی: Albin of Brechin)؛ ۱۲۶۹–نامعلوم) پیشوای قرن سیزدهم از پادشاهی اسکاتلند بود. آلبین که تحصیلات عالی داشت به‌علت شغل مرتبط با کلیسای خود در اسقف‌نشین برچین در آنگوس واقع در شرق اسکاتلند مرکزی شناخته می‌شد.
به احتمال زیاد او متولد آنگوس و از نوادگان داوید از اسکاتلند، ارل هانتینگدون، برادر پادشاه ویلیام اول از اسکاتلند، از طریق پسر نامشروعی باشد که ارل دیوید در منطقه اطراف برچین سکونت داده بود.
آلبین که خود یک فرزند نامشروع بود، کار خود را به عنوان یک کارمند کلیسا در اسقف محلی انجام داد و مدتی به عنوان پیشوای کلیسای جامع برچین خدمت کرد و سپس در سال ۱۲۴۶ به عنوان اسقف برچین انتخاب شد. او تا زمان مرگش در سال ۱۲۶۹ اسقف برچین باقی‌ماند.

## زندگی‌نامه
اصل و نسب آلبین نامعلوم است. حدس زده می‌شود که او پسر هانری دو برچین (مرگ در ۱۲۴۴ یا ۱۲۴۵)، فرزند نامشروع داوید، ارل هانتینگدون («ارل داوید») و برادر کوچکتر پادشاه ویلیام شیر بود؛ هانری لقب لرد برچین را داشت و پدرش زمین‌هایی را به او در اطراف همان مکان داده بود. قوی‌ترین مدرک دال بر وجود رابطه میان آلبین و هانری، مهر اسقفی بود که از وسایل ارل داوید به او رسیده بود.
قطعاً خانواده آلبین ارتباطات عمیقی با کلیسای برچین داشتند. یکی از خویشاوندان مشهور آلبین، آدام، احتمالاً در سال ۱۲۴۲، اما قطعاً در سال ۱۲۶۴، خادم کلیسای برچین بود. گفته شده‌است که این آدام، آدام دو برچین، پسر احتمالی جانشین هانری دو برچین، ویلیام دو برچین (مرگ بین سال‌های ۱۲۸۶ و ۱۲۹۴) بود که در سال ۱۲۷۴ در سریر برچین صاحب امتیاز بود.